# A mi kis falunk epizódjainak listája
Ez a szócikk A mi kis falunk című magyar televíziós vígjátéksorozat epizódjait sorolja fel.

## Évadáttekintés
| Évad | Évad        | Részek száma | Részek száma | Eredeti sugárzás     | Eredeti sugárzás     | Eredeti adó |
| Évad | Évad        | Részek száma | Részek száma | Évadbemutató         | Évadzáró             | Eredeti adó |
| ---- | ----------- | ------------ | ------------ | -------------------- | -------------------- | ----------- |
|      | 1.          | 8            | 8            | 2017. február 2.     | 2017. március 23.    |             |
|      | 2.          | 8            | 8            | 2018. február 3.     | 2018. március 24.    |             |
|      | 3.          | 17           | 17           | 2018. szeptember 1.  | 2019. június 8.      |             |
|      | 4.          | 18           | 18           | 2019. augusztus 31.  | 2020. április 4.     |             |
|      | 5.          | 18           | 18           | 2020. szeptember 19. | 2021. június 12.     |             |
|      | 6.          | 20           | 20           | 2021. szeptember 4.  | 2022. június 18.     |             |
|      | Különkiadás | Különkiadás  | Különkiadás  | 2021. szeptember 11. | 2021. szeptember 11. |             |
|      | 7.          | 19           | 19           | 2022. november 26.   | 2023. június 17.     |             |
|      | 8.          | 19           | 19           | 2023. szeptember 16. | 2024. március 30.    |             |
|      | 9.          | 19           | 19           | 2024. december 14.   | 2025. április 19.    |             |
|      | 10.         | ?            | ?            | n. a.                | n. a.                |             |

## Epizódlista

### 1. évad (2017)
Az első évad epizódjai 2017. február 2-ától március 23-áig minden csütörtök este kerültek adásba. Ennek az évadnak az epizódjai és azok cselekménye szinte teljes egészében megegyeznek a szlovák eredeti Horná Dolná című sorozat epizódjaival.
| Sor. | Év. | Cím              | Rendező       | Író                                           | Premier           | Nézettség        |
| --- | --- | ---------------- | ------------- | --------------------------------------------- | ----------------- | ---------------- |
| 1. | 1.  | A választás      | Kapitány Iván | Kapitány Iván és Kormos Anett                 | 2017. február 2.  | 1 108 674        |
| Pajkaszegen közeledik a polgármesterválasztás, a regnáló polgármester, Füleki Károly pedig az újraválasztásán ügyködik. Unokaöccse, Laci is úgy dönt, hogy beszáll a versenybe, ám nem sok eséllyel indulna. Teca, a falu kocsmárosa azonban az ő oldalán lép fel támogatóként. A kampányban felavatnak egy szobrot is, amely elvileg a híres pajkaszegi kakaós csigát ábrázolja, ám egész másra emlékeztet.                                                           |     |                  |               |                                               |                   |                  |
| 2. | 2.  | A kamion         | Kapitány Iván | Kapitány Iván, Kormos Anett és Sólyom Tamás   | 2017. február 9.  | 881 465[forrás?] |
| Egy török kamion akad el Pajkaszegen, kidöntve egy villanyoszlopot. Stoki, a falu rendőrjárőre eltűnik, Füleki és Laci őt keresik mindenütt. Teca és Gyuri az üzleti lehetőséget látják meg a helyzetben: Tecát a kamion rakománya, Gyurit a jármű szervízelése érdekli. Ifj. Rádi János, a pap segíteni szeretne, Erika pedig féltékennyé akarja tenni Gyurit, aki még mindig nem kérte meg a kezét.                                                                  |     |                  |               |                                               |                   |                  |
| 3. | 3.  | A halastó        | Kapitány Iván | Kapitány Iván, Kormos Anett és Domokos Gábor  | 2017. február 16. | 909 909          |
| Orvhalász garázdálkodik a faluban, és kifogja a polgármester kedvenc halát is, amit már többször kifogott, és még ő telepített be. Stoki és Laci segítségével próbálja megtalálni és leleplezni az imposztort. |     |                  |               |                                               |                   |                  |
| 4. | 4.  | A vaddisznó      | Kapitány Iván | Kapitány Iván, Kormos Anett és Pátkai Marcell | 2017. február 23. | 867 656[forrás?] |
| Stoki véresen állít be a kocsmába, majd összeesik, a biciklijét pedig egy fa tetején találják meg. A rejtélyes eset nyomozása közben arra jutnak, hogy vaddisznó támadhatott, ezért a falu lakói elindulnak, hogy megtalálják. Később azonban Stoki biciklije újra eltűnik. |     |                  |               |                                               |                   |                  |
| 5. | 5.  | A strand         | Kapitány Iván | Kapitány Iván, Kormos Anett és Domokos Gábor  | 2017. március 2.  | 903 530[forrás?] |
| Füleki úgy gondolja, hogy a halastó mellé strandot kell építeni, hogy fellendüljön az idegenforgalom. Erre a hírre mindenki felkapja a fejét: Teca büfét akar üzemeltetni, Stoki úszómesterré avanzsál, ám kiderül, hogy nem olyan egyszerű az engedélyeztetés. Gyuri nem tud úszni, Erika pedig mindent bevet, hogy megtanítsa. |     |                  |               |                                               |                   |                  |
| 6. | 6.  | A látogatás      | Kapitány Iván | Kapitány Iván, Kormos Anett és Melis András   | 2017. március 9.  | 903 530          |
| Közelednek a választások, a miniszter pedig Pajkaszegre készül látogatni, hogy megtekintse a körforgalmat, amire a támogatást folyósították. Az azonban nem épült meg, hanem a pénzt elköltötték másra. Jobb híján azt találják ki, hogy ásatnak egy gödröt, azt hazudva, hogy az az építkezés. A férfiakat azonban nemigen lehet munkára fogni, ezért a polgármester elhíreszteli, hogy Teca apja, a volt kocsmáros pálinkát ásott el nagy hordókban évekkel ezelőtt. |     |                  |               |                                               |                   |                  |
| 7. | 7.  | A szerencsejáték | Kapitány Iván | Kapitány Iván és Kormos Anett                 | 2017. március 16. | 823 621          |
| Miközben a kocsmában pókerversenyt szerveznek, Janó, a pap azon kesereg, hogy a férfiak alig járnak misére, és az eseményt akarja használni toborzásra. Fogadást köt: ha nyer, a férfiaknak templomba kell járniuk. Stoki megiszik egy egész üveg köptetőt, amitől illimunált állapotba került és eltűnik. Teca, aki fél, hogy balhéba fullad a pókerverseny, mindenütt őt keresi, ráadásul Janó is vesztésre áll.                                                     |     |                  |               |                                               |                   |                  |
| 8. | 8.  | A riválisok      | Kapitány Iván | Kapitány Iván, Kormos Anett és Sólyom Tamás   | 2017. március 23. | 926 417          |
| Meghal a pajkaszegi focicsapat kapitánya, pont a Pajkarét ellen vívandó rangadó előtt, és a temetése egy időbe esik a meccsel. Mivel a népdalkórusban is benne volt, azok a meccs elhalasztását, a többiek pedig a megtartását követelik. Erika az egyik, a polgármester a másik oldalra áll, és kitör a háborúskodás a felek közt. |     |                  |               |                                               |                   |                  |

### 2. évad (2018)
A második évad epizódjai 2018. február 3-ától március 24-éig minden szombat este kerültek adásba. Ennek az évadnak az epizódjai és azok cselekménye szinte teljes egészében megegyeznek a szlovák eredeti Horná Dolná című sorozat epizódjaival.
| Sor. | Év. | Cím                  | Rendező       | Író                                          | Premier           | Nézettség |
| --- | --- | -------------------- | ------------- | -------------------------------------------- | ----------------- | --------- |
| 9. | 1.  | A szülinap           | Kapitány Iván | Kapitány Iván, Kormos Anett és Juszt Balázs  | 2018. február 3.  | 1 129 163 |
| Eltűnik Gyuri hőn szeretett sportautója, így hát Stoki segítségével égre-földre keresteti. Füleki befesteti a haját, ami balul sikerül, és Laci segítségét kéri, hogy helyrehozza a hibát. |     |                      |               |                                              |                   |           |
| 10. | 2.  | Az autópálya         | Kapitány Iván | Kapitány Iván, Kormos Anett és Juszt Balázs  | 2018. február 10. | 1 019 905 |
| Autópályát építenek Pajkaszeg közelében, a lakosok pedig különféleképpen reagálnak a hírre. Gyuri és Teca üzleti lehetőséget látnak ebben, a polgármester és Erika pedig a falu nyugalmát féltik. |     |                      |               |                                              |                   |           |
| 11. | 3.  | A karantén           | Kapitány Iván | Kapitány Iván, Kormos Anett és Juszt Balázs  | 2018. február 17. | 1 041 181 |
| Szkafanderes emberek jelennek meg a faluban, hogy karantén alá vonják. Teca ugyanis a kórházi látogatása során egy egy potenciálisan halálos vírussal érintkezhetett, ezért őt is és Gyurit is elkülönítik, Erika bosszúságára. Ezalatt a közmunkások: Baki, Szifon és Matyi felháborodnak, mert a kocsmát is be kell zárni.                                                                                     |     |                      |               |                                              |                   |           |
| 12. | 4.  | A gulyásfőző verseny | Kapitány Iván | Kapitány Iván, Kormos Anett és Domokos Gábor | 2018. február 24. | 1 012 584 |
| Közeledik az éves gulyásfőző verseny a faluban. Szifontól elveszi Stoki a slusszkulcsát azzal, hogy ha józan lesz, majd visszaadja. Szifon az állatorvostól, az idősebb Rádi Janótól kér segítséget ehhez. Laci be akar vágódni Tecánál, ezért elvállalja, hogy kiszállítja neki a söröshordókat a verseny helyszínére.                                                                                          |     |                      |               |                                              |                   |           |
| 13. | 5.  | A megálló            | Kapitány Iván | Kapitány Iván, Kormos Anett és Domokos Gábor | 2018. március 3.  | 1 066 000 |
| Új postás érkezne a faluba, de nem jelenik meg, és emiatt késik a levelek és a pénzek kiszállítása, ami miatt dühösek a lakosok. Gyuri egy eszméletlen nőt talál a házuknál (aki nem más, minz Zsuzsa, az új postás), amitől pánikba esik, hogy ezt hogyan fogja kimagyarázni Erikánál. Janó, a pap bazilikalátogatásra vinné a nyáját, de ők nem tudják befizetni az útiköltséget, ha nem érkezik meg a pénzük. |     |                      |               |                                              |                   |           |
| 14. | 6.  | Népszámlálás         | Kapitány Iván | Kapitány Iván, Kormos Anett és Domokos Gábor | 2018. március 10. | 934 969   |
| A népszámlálási eredmények szerint Pajkaszeg lakossága annyira lecsökkent, hogy az összevonását tervezik a szomszédos Pajkaréttel. Miközben a polgármester azon van, hogy valami módon megnövelje papíromn a lakosságszámot, Janó, a pap bizakodni kezd, hogy összevonás esetén hátha lesz egy rendes templomuk.                                                                                                 |     |                      |               |                                              |                   |           |
| 15. | 7.  | PINT                 | Kapitány Iván | Kapitány Iván és Kormos Anett                | 2018. március 17. | 1 098 564 |
| Füleki az elmúlt években egy kitalált rendezvényre, a Pajkaszegi Ironman Nemzetközi Triatlonra vett fel pénzeket, most viszont a minisztérium és a sajtó is érdeklődő lesz iránta. Nincs más hátra, meg kell rendezni, még úgy is, hogy a faluban kevés a sportember, a külföldi pedig még kevesebb. |     |                      |               |                                              |                   |           |
| 16. | 8.  | Esküvő               | Kapitány Iván | Kapitány Iván, Kormos Anett és Sólyom Tamás  | 2018. március 24. | 1 038 291 |
| Közeledik Gyuri és Erika esküvője, de nem várt nehézségek történnek. A catering cég felmondja a megállapodást, Gyuri véletlenül meglátja a menyasszonyi ruhát, Laci ujjára pedig rászorul a gyűrű. Végül még Ildikó is megérkezik, Erika unokatestvére, a maga problémáival. Ezalatt a legény- és lánybúcsúk is szervezésre kerülnek.                                                                            |     |                      |               |                                              |                   |           |

### 3. évad (2018–2019)
2018 áprilisában az RTL Klub megrendelte A mi kis falunk 3. évadát. Az epizódokat 2018 nyarán kezdték el leforgatni. A 2018. augusztus 13-án megrendezett őszi évadnyitó sajtó rendezvényen az RTL Klub bejelentette, hogy szeptember 1-én, szombaton 20 órakor indul a 3. évad. Az 5. rész után fél év szünet következett, és csak 2019 márciusában folytatták az évad sugárzását. Az évadban több rész is a Horná Dolná történetein alapul, de már több rész is megtalálható benne, amely önálló történetet kapott. 
| Sor. | Év. | Cím                  | Rendező                                      | Író                                           | Premier              | Nézettség |
| --- | --- | -------------------- | -------------------------------------------- | --------------------------------------------- | -------------------- | --------- |
| 17. | 1.  | A titokra fény derül | Kapitány Iván                                | Kapitány Iván, Kormos Anett és Juszt Balázs   | 2018. szeptember 1.  | 887 000   |
| Erika és Gyuri esküvője meghiúsul, miután menyasszonyrablás történik, és Erika eltűnik. Ami azért is baj, mert a polgármesternek szüksége lenne egy csomagra, ami egy lezárt széfben van. Gyuri, Erika és a véletlenül velük tartó Matyi abban a wellness-szállóban vannak, ahol a nászútjukat tölthették volna, ezért Teca és Janó elmennek értük. |     |                      |                                              |                                               |                      |           |
| 18. | 2.  | A disznóvágás        | Kapitány Iván                                | Kapitány Iván, Kormos Anett és Domonkos Gábor | 2018. szeptember 8.  | 1 039 000 |
| A kampányfőnök újra a faluba érkezik, a tiszteletére pedig Füleki disznóölést akar rendezni. De mivel disznóra nem akar költeni, ezért Szifont, Bakit és Matyit bízza meg, hogy szerezzenek egy állatot. Lopni akarnak egyet, de tettenérik őket, menekülés közben pedig eltapossák a hazafelé tartó Lacit. Kati szeretné, ha a fiába egy kis férfiasság szorulna, ezért megkéri Janót, hogy adjon neki tanácsokat. Végül azonban összehozza Zsuzsával, a postásnővel. Fülekivel közli a kampányfőnök, hogy azt szeretnék, ha országgyűlési képviselő lenne. |     |                      |                                              |                                               |                      |           |
| 19. | 3.  | A lőgyakorlat        | Kapitány Iván                                | Kapitány Iván, Kormos Anett és Huszár Péter   | 2018. szeptember 15. | 879 000   |
| Kati közli Fülekivel, hogy ha megválasztják országgyűlési képviselőnek, akkor nem lehet polgármester. Ő erre elbizonytalanodik, de Erika már azon töri a fejét, hogy ő ülne be a helyére. Stokit lőgyakorlatra hívják be, csakhogy elvesztette a szolgálati fegyverét és kétségbeesetten keresi mindenhol. |     |                      |                                              |                                               |                      |           |
| 20. | 4.  | Bolondok napja       | Kapitány Iván                                | Kapitány Iván, Kormos Anett és Domonkos Gábor | 2018. szeptember 22. | 1 084 000 |
| Április elseje van a faluban, és mindenki ugratja a másikat. Laci erre a napra időzíti, hogy szerelmet valljon Tecának, aki emiatt egy viccnek hiszi azt. Mialatt Gyuri eltűnik, valaki egy trágár feliratot ír fel a kocsma falára, Stoki pedig azon igyekszik, hogy megtalálja a tettest. |     |                      |                                              |                                               |                      |           |
| 21. | 5.  | A verseny            | Kapitány Iván                                | Kapitány Iván, Kormos Anett és Juszt Balázs   | 2018. szeptember 29. | 1 052 000 |
| Szifon kőolajra bukkan, aminek hatására a faluban úgy hiszik, rájuk mosolygott a szerencse. Kiderül azonban, hogy a lelőhely Pajkaréttel közös területen fekszik. Hogy kié legyen a kitermelés joga, azt egy autóversenyen döntenék el. |     |                      |                                              |                                               |                      |           |
| 22. | 6.  | A húsvéti tojás      | Kapitány Iván és Tóth Barnabás               | Kapitány Iván, Kormos Anett és Buzás Mihály   | 2019. március 23.    | 1 039 000 |
| Füleki egy korábbi meggondolatlan kijelentése miatt húsvéti körmenetet kell tartani a faluban. Ráadásul nem nagyszombaton, hanem húsvéthétfőn. A cél az, hogy lenyűgözzék a püspököt, és Pajkaszeg némi támogatáshoz jusson.Ha ez nem lenne elég, megérkezik Füleki kampányfőnöke is. Laci megeteti egy húsvéti tojással Mokri kutyáját, amiről később azt feltételezi, hogy mérgezett volt. |     |                      |                                              |                                               |                      |           |
| 23. | 7.  | A tabletta           | Kapitány Iván és Juszt Balázs                | Kapitány Iván, Kormos Anett és Domokos Gábor  | 2019. március 30.    | 1 029 000 |
| Adóellenőr érkezik Pajkaszegre, ami pánikot okoz, ugyanis meglehetősen lazán kezelték eddig a könyvelést. Végső kétségbeesésében a polgármester kitalálja, hogy a szükséges papírok elégtek egy tűzben. A baj csak az, hogy Pajkaszegen nincs tűzoltóállomás, ami igazolná az alibit, ezért villámgyorsan létre kell hozni egyet. Erika eközben különös tünetekkel fordul az orvoshoz. |     |                      |                                              |                                               |                      |           |
| 24. | 8.  | A katalógus          | Kapitány Iván                                | Kapitány Iván, Kormos Anett és Juszt Balázs   | 2019. április 6.     | 911 000   |
| Tecának elege lesz mindenből és elhatározza, hogy inkább eladja a kocsmát és a városba költözik. A hír hallatán sokan sokféleképpen reagálnak. Laci meg akarja akadályozni ezt, Szifonék a kocsma megmaradása miatt aggódnak, Erika pedig már ki is nézte maguknak az üzlethelyiséget. Kiderül, hogy Janó, a pap fiatalabb korában modellt állt, és szerepel egy katalógusban is. Füleki úgy hiszi, hogy aknára lépett, ezért egy helyben kénytelen állni, míg nem lesz megoldás.                                                                            |     |                      |                                              |                                               |                      |           |
| 25. | 9.  | A kirándulás         | Kapitány Iván, Juszt Balázs és Tóth Barnabás | Kapitány Iván, Kormos Anett és Juszt Balázs   | 2019. április 13.    | 865 000   |
| Az asszonyok végre-valahára elindulhatnak az esztergomi buszos kirándulásra, amire oly régóta vártak. Az egyetlen gond csak az, hogy nincs buszsofőr. Teca meghirdeti eladásra a kocsmát, a vevőjelöltek azonban nincsenek ínyére. Ezalatt Laci is úgy dönt: ha Teca megy, neki sincs maradása. |     |                      |                                              |                                               |                      |           |
| 26. | 10. | Az újonc             | Kapitány Iván                                | Kapitány Iván, Kormos Anett és Juszt Balázs   | 2019. április 20.    | 764 000   |
| Stoki egy baleset miatt megsüketül, ami azért baj, mert épp ekkor érkezik egy újonc rendőr, akit neki kell betanítania. Erikáéknál megjelenik Ildikó, aki éppen most szakított a pasijával, és felforgatja az életüket. Lacinak megtetszik és elkezd udvarolni neki. Ezalatt Füleki elhatározza, hogy Pajkaszegnek is kell egy testvérfalu, lehetőleg minél gazdagabb. |     |                      |                                              |                                               |                      |           |
| 27. | 11. | A védőszent          | Kapitány Iván és Tóth Barnabás               | Kapitány Iván és Kormos Anett                 | 2019. április 27.    | 967 000   |
| Egy szobor érkezik Pajkaszegre, ami talán jó pont lehet a püspöknél. A baj csak az, hogy a feje hiányzik, ezért azt valahogy pótolni kell. Gyuri attól fél, hogy ha jól sül el az akció, lesz pénz a templom felépítésére, és akkor mindenképp össze kell házasodnia Erikával. Laci szoláriumot épít, hogy lenyűgözze Ildikót. |     |                      |                                              |                                               |                      |           |
| 28. | 12. | A kérdőív            | Kapitány Iván és Juszt Balázs                | Kapitány Iván, Kormos Anett és Buzás Mihály   | 2019. május 4.       | 866 000   |
| Közvélemény-kutató érkezik Pajkaszegre, hogy a helyiek szexuális szokásairól tegyen fel kérdéseket. Mikor kiderül, hogy a nő Gyuri egyik exe, azonnal beindulnak a pletykák. Szifon összevitatkozik Tecával, ezért ő, Baki és Matyi elhatározzák, hogy többé be nem teszik a lábukat a kocsmába. |     |                      |                                              |                                               |                      |           |
| 29. | 13. | A fotózás            | Kapitány Iván, Tóth Barnabás és Juszt Balázs | Kapitány Iván, Kormos Anett és Domokos Gábor  | 2019. május 11.      | 847 000   |
| Betörőt látnak a faluban, ami miatt Stoki kezd nyomozásba, majd a helyiek nyomására polgárőrség alakul. Miközben Kati önvédelmi oktatást tart az asszonyoknak, Dóri azt kéri a paptól, hogy készítsen róla néhány fotót, hogy elindulhasson egy szépségversenyen. |     |                      |                                              |                                               |                      |           |
| 30. | 14. | A mi dalunk          | Kapitány Iván                                | Kapitány Iván, Kormos Anett és Huszár Péter   | 2019. május 18.      | 821 000   |
| Erika feldühödik azon, hogy Gyuri elfelejtette a közös dalukat (ami nem más, mint a TNT "Titkos üzenet" című száma), és ezért még otthonról is kirakja. Mivel a kocsmában akadozik az ellátás, a törzsvendégek és Laci megpróbálnak azért lobbizni, hogy ne legyenek zsákfalu. Váratlan ellenőrzés érkezik az állatorvosi rendelőbe egy korábbi elégedetlen páciens miatt. |     |                      |                                              |                                               |                      |           |
| 31. | 15. | Az ebéd              | Kapitány Iván, Juszt Balázs és Tóth Barnabás | Kapitány Iván, Kormos Anett és Juszt Balázs   | 2019. május 25.      | 845 000   |
| Váratlanul megérkezik Tecához az anyja, aki szeretné megismerni a fiúját. Csakhogy mivel az egész egy kitaláció, Teca kénytelen megkérni Janót, a papot, hogy játsszák el, hogy ők ketten egy pár. A színjátékot azonban tovább kell játszaniuk, mint tervezték. Egy grófi család leszármazottja érkezik a faluba, aki a családi kriptát keresi. Füleki, aki ebben is a pénzszerzési lehetőséget látja, igyekszik a kedvében járni, és még azt is előadja, hogy Laci mennyire hasonlít a néhai grófra.                                                       |     |                      |                                              |                                               |                      |           |
| 32. | 16. | A büntetés           | Kapitány Iván, Juszt Balázs és Tóth Barnabás | Kapitány Iván, Kormos Anett és Soós András    | 2019. június 1.      | 821 000   |
| A sok parkolási bírság miatt elvontatják Gyuri kocsiját. Pénzt kell szereznie, hogy kiváltsa, ám ez nem megy könnyen. Először úgy dönt, hogy dolgozni kezd, és beszáll Szifonék mellé egy ház felújításába, amit fiatal beköltözőknek szánnak, majd kaparós sorsjegyet vásárol. Dóri sikert arat a szépségversenyen, ezért egy tévéstáb érkezik a faluba, hogy riportot csináljanak róla. |     |                      |                                              |                                               |                      |           |
| 33. | 17. | Fészekrakók          | Kapitány Iván                                | Kapitány Iván, Kormos Anett és Sólyom Tamás   | 2019. június 8.      | 804 000   |
| A Fészekrakó program keretében egy fiatal pár, Viki és Zsolt költöznek a faluba. Vikinek egyáltalán nem tetszik Pajkaszeg, Zsolt azonban igyekszik beilleszkedni. Közeleg az éves Pajkaszeg-Pajkarét futballmérkőzés, ám a kialakuló viszálykodás, valamint Viki javaslatára ebben az évben a két település női küzdenének meg egymással. A papot egy, az apja által a horoszkópban olvasott leírás rémíti meg. A meccsen ő lesz a bíró, és mindennek ellenére kitör a botrány. Az epizód végén ő és Teca csókolóznak.                                       |     |                      |                                              |                                               |                      |           |

### 4. évad (2019–2020)
Az RTL Klub bejelentette, hogy a negyedik évad augusztus 31-én 20 órakor kezdődik. Szeptember 28. után azonban 5 epizód után levették a műsorról az X-Faktor miatt, és annak lefutása után folytatták 2020. január 11-től.
| Sor. | Év. | Cím             | Rendező                                     | Író                                                                       | Premier              | Nézettség |
| --- | --- | --------------- | ------------------------------------------- | ------------------------------------------------------------------------- | -------------------- | --------- |
| 34. | 1.  | A szobordöntés  | Kapitány Iván                               | Kapitány Iván és Juszt Balázs                                             | 2019. augusztus 31.  | 827 000   |
| Janó és Teca amiatt őrlődnek, ami kettejük között történt. Eltűnik a híres pajkaszegi kakaós briós-szobor, amiről kiderül, hogy valaki beborította a patakba. Hogy ki volt a tettes, azt Stokinak kell kiderítenie. Helyre is kell hozatni, különösen a választások előtt, ezt pedig Füleki Erikára bízza, ő ugyanis nem ér rá: ő egy álomnyaraló tervezőjével találkozna a tóparton. |     |                 |                                             |                                                                           |                      |           |
| 35. | 2.  | A mobilfogorvos | Kapitány Iván                               | Kapitány Iván, Juszt Balázs és Buzás Mihály                               | 2019. szeptember 7.  | 948 000   |
| Gyurinak nagyon fáj a foga, de nem mer elmenni fogorvoshoz. Erika elintézi neki, hogy jöjjön a faluba egy mobil fogorvos, csak az a baj, hogy az ingyenességhez kell, hogy teljesüljön egy kvóta. A faluban borzalmas a mobilinternet elérhetősége, ezért Zsolt lobbizni kezd a polgármesternél. Újra megérkezik a faluba Ildikó, akivel megint szakított Norbi, és kitalálja, hogy Lacit használja fel, hogy bosszút álljon.                                                              |     |                 |                                             |                                                                           |                      |           |
| 36. | 3.  | A defibrillátor | Kapitány Iván                               | Kapitány Iván és Juszt Balázs                                             | 2019. szeptember 14. | 925 000   |
| Teca kiadja a kisboltot üzemeltetésre, aminek az új bérlője a pajkaréti kocsmáros, és a lánya, Nelli, ami nem mindenkinek tetszik a faluban. Füleki aggódni kezd az élete miatt, ezért elhatározza, hogy be kell szerezni egy defibrillátort. |     |                 |                                             |                                                                           |                      |           |
| 37. | 4.  | A zebra         | Kapitány Iván                               | Kapitány Iván, Juszt Balázs és Horváth János Antal                        | 2019. szeptember 21. | 900 000   |
| Gyuri autójának bereped a szélvédője, de nincs pénze megjavíttatni, Kapóra jön neki Bazsó segítsége, akivel bemennek a városba és trükkös módon szereznek pénzt. Fülekinek ezúttal egy zebra létesítésére felvett pénz miatt fájhat a feje. Ildikó még mindig Erikáéknál lakik, amivel kiborítja őket. |     |                 |                                             |                                                                           |                      |           |
| 38. | 5.  | Az ellenjelölt  | Kapitány Iván                               | Kapitány Iván, Juszt Balázs és Trecskó Zsófia                             | 2019. szeptember 28. | 986 000   |
| Ildikó összeveszik a pasijával, Norbival, ezért Lacit akarja felhasználni, hogy féltékennyé tegye őt. Kati megtudja, hogy Füleki egy horgászházat akar építtetni a tóparton és el akarja adni a közös otthonukat - ennek hatására elhatározza, hogy indul ellene a polgármesterválasztáson. |     |                 |                                             |                                                                           |                      |           |
| 39. | 6.  | A nászéjszaka   | Juszt Balázs és Kovács István               | Kapitány Iván és Juszt Balázs                                             | 2020. január 11.     | 1 065 000 |
| Ildikó igent mond Lacinak, amikor feleségül kéri őt. Az esküvőre megérkezik Berkics is, Laci apja, akit Kati se látott évek óta, és ez konfliktusokhoz vezet. Mint kiderül, az egész esküvő egy félreértésen alapult, mert azt hitte, hogy Norbi megcsalta őt, de amikor Ildikó rájön, hogy mégsem, inkább visszamegy hozzá. A faképnél hagyott Lacit Zsuzsa vigasztalja. Teca kocsmájában megjelenik egy rejtélyes rágóautomata, amit pénznyeremény reményében mindenki ki akar próbálni. |     |                 |                                             |                                                                           |                      |           |
| 40. | 7.  | A választás     | Kapitány Iván és Juszt Balázs               | Kapitány Iván, Juszt Balázs és Soós András                                | 2020. január 18.     | 1 044 000 |
| Füleki biztos abban, hogy Kati veszteni fog a választáson. Szánalomból úgy dönt, hogy a testvére mellett fog kampányolni, hogy ő is kapjon pár szavazatot, de egy kicsit túlzásba esik. Pali bácsi ad pár zsák diót Szifonéknak, akik Bazsó segítségével el akarják adni a piacon. Zsolt és Nelli flörtölni kezdenek, azonban Dóri ezt nem nézi jó szemmel. |     |                 |                                             |                                                                           |                      |           |
| 41. | 8.  | A bajusz        | Kapitány Iván, Juszt Balázs és Lóth Balázs  | Kapitány Iván, Juszt Balázs és Domokos Gábor                              | 2020. január 25.     | 1 078 000 |
| Gyuri véletlenül leborotválja a bajuszát, pont aznap, amikor igazolványképet kell csináltatnia a jogosítványához. A választásokat követően megérkezik Teca anyja egy rutinellenőrzésre az önkormányzathoz, és azt javasolja, hogy költségcsökkentésként rúgjanak ki valakit. Janó, az állatorvos vakbélgyulladás miatt kórházba kerül, és kiderül, hogy ő is és Berkics is Kati szerelmére pályáznak.                                                                                      |     |                 |                                             |                                                                           |                      |           |
| 42. | 9.  | A bokatörés     | Kapitány Iván és Juszt Balázs               | Kapitány Iván, Juszt Balázs és Soós András                                | 2020. február 1.     | 1 029 000 |
| Zömbikné véletlenül eltöri Piroska bokáját, akiről eztán gondoskodnia kell. Stoki kap egy traffipaxot, amit mindenáron szeretne kipróbálni. Erika véletlenül kidobja a polgármester szeretett éneklő halát, ezért Gyurit bízza meg, hogy szerezzen egy újat. Baki megtudja, hogy válik tőle a felesége, amiről eddig nem is tudott. |     |                 |                                             |                                                                           |                      |           |
| 43. | 10. | A jósnő         | Kapitány Iván, Juszt Balázs és Lóth Balázs  | Kapitány Iván és Juszt Balázs                                             | 2020. február 8.     | 1 022 000 |
| Jósnő érkezik Pajkaszegre, aki mindenkiről gyanúsan sokat tud. Berkics tovább csapja a szelet Katinak, Janó ezért háborúba kezd ellene. Erika a szobor helyreállítása érdekében előbb kezdi el beszedni a sírpénzeket, így kiderül, hogy Fülekinek és Katinak van egy közös sírhelye. |     |                 |                                             |                                                                           |                      |           |
| 44. | 11. | A filmforgatás  | Kapitány Iván, Kovács István és Lóth Balázs | Kapitány Iván, Juszt Balázs, Buzás Mihály és Kormos Anett                 | 2020. február 15.    | 851 000   |
| Vizsgafilmet forgatnak Pajkaszegen, amelynek főszereplője Kamarás Iván színész. Baki, Szifon és Matyi statisztálnak benne, de nem olyan szerepben, mint gondolnák. Zsolt blogolni kezd a faluról, minek köszönhetően a kakaós briós-szobor világhírre tesz szert. Zsolt és Nelli közelebb kerülnek egymáshoz, ám ekkor Viki visszatér és közli, hogy újrakezdené vele. |     |                 |                                             |                                                                           |                      |           |
| 45. | 12. | A gabonakör     | Kapitány Iván és Kovács István              | Kapitány Iván, Juszt Balázs, Búss Gábor Olivér és Kormos Anett            | 2020. február 22.    | 955 000   |
| A közmunkások véletlenül gabonaköröket gyártanak, amely beindítja a helyiek fantáziáját. Zsolt drónt reptet és felvételeket készít. A helyi sajtó érdeklődésének hatására Füleki is lehetőséget lát benne. Bazsó bizarr pörköltet főz, ami mindenkinek ízlik, Teca pedig üzletet akar belőle csinálni. Piroskához látogatóba érkezik az unokája. |     |                 |                                             |                                                                           |                      |           |
| 46. | 13. | Meglepetés      | Kapitány Iván és Lóth Balázs                | Kapitány Iván, Juszt Balázs, Horváth János Antal és Kormos Anett          | 2020. február 29.    | 993 000   |
| Nelli és Zsolt viszonya épp kezdene elmélyülni, azonban Nelli apja váratlanul megérkezik Pajkarétről. Hogy elkerüljék a botrányt, azt a látszatot kell kelteniük az egész család előtt, hogy Viki Zsolt testvére. Eközben a papot egy másik faluba hívják temetni. |     |                 |                                             |                                                                           |                      |           |
| 47. | 14. | A sztrájk       | Kovács István                               | Kapitány Iván, Juszt Balázs, Buzás Mihály és Kormos Anett                 | 2020. március 7.     | 953 000   |
| Miután nincsenek megelégedve a bérükkel, a közmunkások sztrájkolni kezdenek - csakhogy a sztrájknak nincs sok értelme, ha eleve nincs munka. Gyuriékhoz váratlanul beállít Erika apja. |     |                 |                                             |                                                                           |                      |           |
| 48. | 15. | A lottóötös     | Kapitány Iván és Lóth Balázs                | Kapitány Iván, Juszt Balázs és Kormos Anett                               | 2020. március 14.    | 1 043 000 |
| Elterjed a híre, hogy Zömbiknének ötöse volt a lottón. Ez a legjobban Piroskát érdekli, aki mindenáron szeretne a bizalmába férkőzni, hogy részesülhessen a nyereményből. Közben Zsuzsa a postásmunka mellett masszőrnek áll, amit sokan félreértenek. A polgármesteri hivatalban mentálhigiénés vizsgálat kezdődik. |     |                 |                                             |                                                                           |                      |           |
| 49. | 16. | Ázsiai bürok    | Kapitány Iván és Lóth Balázs                | Kapitány Iván, Búss Gábor Olivér, Kapitány-Diószegi Judit és Juszt Balázs | 2020. március 21.    | 1 178 000 |
| Zömbiknét egy titokzatos leskelődő tartja rettegésben, Stoki távollétében pedig Laci próbál segíteni kinyomozni, ki is a titokzatos illető. Eközben a közmunkásoknak el kellene tüntetnie egy egzotikus gyomnövényt, mely invazív fajként fenyegeti a falut. |     |                 |                                             |                                                                           |                      |           |
| 50. | 17. | A karambol      | Lóth Balázs                                 | Kapitány Iván, Juszt Balázs, Soós András és Kormos Anett                  | 2020. március 28.    | 1 198 000 |
| Karambolozik a pajkaszegi és a pajkaréti polgármester, és mindkettő a másikat hibáztatja. Hogy megoldják az ügyet, Stoki és Sulyok együtt nyomoznak, Laci emiatt nem tud elmenni paintballozni, de Berkics az utolsó pillanatban vállalja, hogy beugrik. Eközben lomtalanítást terveznének a faluban, ha meglenne a rá szánt pénz. |     |                 |                                             |                                                                           |                      |           |
| 51. | 18. | A premier       | Kapitány Iván és Lóth Balázs                | Kapitány Iván, Juszt Balázs és Kormos Anett                               | 2020. április 4.     | 1 279 000 |
| Végre bemutatják a vizsgafilmet, amiben a közmunkások is szerepelnek, ezért meghívják őket a díszbemutatóra Budapestre. Nelli és Zsolt hivatalosan is felvállalják a kapcsolatukat, miközben a pap egy dallal kívánja megköszönni a híveinek mindazt, amit jelent számukra. Erika felfedezi, hogy terhes. |     |                 |                                             |                                                                           |                      |           |

### 5. évad (2020–2021)
Az RTL Klub 2020-ban berendelte a sorozat 5. évadát. A forgatásoknak eredetileg 2020 áprilisában kellett volna megkezdődnie, de a koronavírus-világjárvány miatti korlátozások következtében végül 2020. június 11-én tudták megkezdeni. Ennek ellenére az évad premierje nem késett, szeptember 19-től szombatonként került adásba 20 órakor, de hasonlóan az előző két évadhoz, az 5. rész után szünetre vonult a sorozat, és csak 2021. március 20-tól folytatódott. Ez volt az első és egyetlen évad, amelynek epizódjai a tévés vetítés előtt az RTL Most!+ felületén is megtekinthetők voltak. 
| Sor. | Év. | Cím              | Rendező                                     | Író                                                                                           | Premier              | Nézettség |
| --- | --- | ---------------- | ------------------------------------------- | --------------------------------------------------------------------------------------------- | -------------------- | --------- |
| 52. | 1.  | A hőmérő         | Kapitány Iván                               | Soós András, Kapitány Iván, Búss Gábor Olivér és Bánszki Kristóf                              | 2020. szeptember 19. | 918 000   |
| A közmunkások Matyi nélkül jönnek haza Budapestről. Zsolt és Nelli nem tudnak békésen együtt lenni, mert Viki hazaköltözik. Miközben Janónak eltűnik a gyűrűje, amit Katinak szánt, Erika azon gondolkodik, hogyan mondja el Gyurinak az örömhírt, hogy terhes. |     |                  |                                             |                                                                                               |                      |           |
| 53. | 2.  | A cirkusz        | Kapitány Iván                               | S. Gévai Júlia, Kapitány Iván, Búss Gábor Olivér és Bánszki Kristóf                           | 2020. szeptember 26. | 909 000   |
| Füleki meggyőzi Lacit, hogy ne írjon alá semmit sem látatlanban. Ez azonban megnehezíti Ildikó és Norbi szándékait, akik ki akarják belőle kényszeríteni, hogy írják alá a válási papírokat. Stoki nyugdíjba akarna vonulni, ám ehhez le kéne adnia a szolgálati fegyverét, ami nincs meg. A cirkusz felkéri Janót, hogy segítse ellátni az egyik állatukat. Magával viszi Bakit is, miközben Szifon az állatorvosi rendelőben múlatja az időt. |     |                  |                                             |                                                                                               |                      |           |
| 54. | 3.  | Alvég-Felvég     | Kapitány Iván                               | Domokos Gábor, Kapitány Iván, Búss Gábor Olivér és Bánszki Kristóf                            | 2020. október 3.     | 888 000   |
| Erika az első terhességi vizsgálatra megy, ami nem megy zökkenőmentesen, köszönhetően Gyuri állandó nyavalygásának és a rasszista megjegyzéseinek, amiket a kezelőorvosra tesz. Megjelenik a faluban Németh Kristóf színész, ami nagy felbolydulást okoz, és többen összetévesztik Kamarás Ivánnal. Laci úgy dönt, aláírja a válási papírokat, amikért Ildikó helyett Norbi jön el.                                                             |     |                  |                                             |                                                                                               |                      |           |
| 55. | 4.  | A nyeremény      | Kapitány Iván                               | Inotay Ákos, Fabacsovics Lili, Kapitány Iván, Búss Gábor Olivér és Bánszki Kristóf            | 2020. október 10.    | 771 000   |
| Nagy összegű támogatás érkezik - tévesen - a falu számlaszámára, Füleki pedig nyomban nagylelkűvé válik. Egy nő érkezik Pajkaszegre, aki kitartóan keresi Berkics Lászlót. |     |                  |                                             |                                                                                               |                      |           |
| 56. | 5.  | Nyuszi           | Kapitány Iván                               | Bouandel Doraya, Kapitány Iván, Búss Gábor Olivér és Bánszki Kristóf                          | 2020. október 17.    | 778 000   |
| Erika nem akarják nagydobra verni a terhessége hírét, emiatt azonban gyanúsan viselkedik, Zömbikné és Piroska pedig próbálnak rájönni, hogy mi ennek az oka. Felbukkan a faluban Saci, Pali bácsi lánya, aki az apját keresi. Zsolt munkalehetőséget keres Vikinek. |     |                  |                                             |                                                                                               |                      |           |
| 57. | 6.  | A büdös          | Lóth Balázs és Kapitány Iván                | Buzás Mihály, Kapitány Iván, Búss Gábor Olivér, Bánszki Kristóf és Inotay Ákos                | 2021. március 20.    | 1 067 000 |
| Laci elindul a városba, hogy megkeresse féltestvérét, Berkics Bandit, aki MLM-mel foglalkozik, és ebbe Lacit is képes belerántani. Pajkaszeget penetráns bűz lepi el, és mindenki ennek az eredetét keresi. |     |                  |                                             |                                                                                               |                      |           |
| 58. | 7.  | Gyémántfokozat   | Kapitány Iván, Lóth Balázs és Kovács István | Kapitány-Diószegi Judit, Kapitány Iván, Búss Gábor Olivér, Bánszki Kristóf és Domokos Gábor   | 2021. március 27.    | 994 000   |
| Megjelenik a faluban a püspök, és úgy dönt, hogy jócselekedeteket fog véghezvinni. Füleki bezárja magát az irodába és sehogy sem tud kiszabadulni. Lacit a féltestvére rábeszéli, hogy értékesítsen ő is termékeket, mert szerinte csak így lehet gazdag és sikeres a nők előtt is. |     |                  |                                             |                                                                                               |                      |           |
| 59. | 8.  | A festés         | Kapitány Iván és Lóth Balázs                | Bereczki Viktor, Kapitány Iván, Búss Gábor Olivér, Bánszki Kristóf és Öhm Zsuzsa              | 2021. április 3.     | 923 000   |
| Füleki keresi, ki lehet Erika helyettese a polgármesteri hivatalban. Erika anyja megérkezik és az őrületbe kergeti Gyurit. Mokri és Sváb összekapnak és háborúzni kezdenek egymással. |     |                  |                                             |                                                                                               |                      |           |
| 60. | 9.  | Áramszünet       | Kapitány Iván és Lóth Balázs                | S. Gévai Júlia, Kapitány Iván, Búss Gábor Olivér, Bánszki Kristóf és Öhm Zsuzsa               | 2021. április 10.    | 977 000   |
| Az edénykészlettel házaló Bandi pénzt kér a bepalizott Lacitól, aki nem tud fizetni. Miközben Vikinek elmérgesedik a viszonya Nellivel és Zsolttal, sikeresen elnyeri az állást a polgármesteri hivatalban. |     |                  |                                             |                                                                                               |                      |           |
| 61. | 10. | A csoda          | Kapitány Iván és Lóth Balázs                | Soós András, Kapitány Iván, Búss Gábor Olivér és Bánszki Kristóf                              | 2021. április 17.    | 1 032 000 |
| Janó, a pap saját kezűleg farag fából egy meglehetősen otromba Szűz Mária-szobrot, amely könnyezni kezd. Füleki kénytelen belátni, hogy a helyzet tarthatatlan a polgármesteri hivatalban, ezért felveszi Vikit. Gyurinak utasításba adja Erika, hogy szerezzen sárkánygyümölcsöt, mert azt kívánja. |     |                  |                                             |                                                                                               |                      |           |
| 62. | 11. | A király beszéde | Kapitány Iván és Lóth Balázs                | Kapitány Iván, Búss Gábor Olivér és Bánszki Kristóf                                           | 2021. április 24.    | 934 000   |
| Füleki kitalálja, hogy egy támogatás elnyerése érdekében Pajkaszeget köztársasággá kell nyilvánítani. A kocsmában ezalatt dulakodás tör ki, melynek végén Sváb fejére szakad a mennyezet egy darabja és eszméletét veszti. |     |                  |                                             |                                                                                               |                      |           |
| 63. | 12. | A lista          | Kapitány Iván és Lóth Balázs                | Kovács M. András, Kapitány Iván, Búss Gábor Olivér és Bánszki Kristóf                         | 2021. május 1.       | 841 000   |
| Felbukkan a két Répa fivér a polgármesteri hivatalban, hogy segélyt követeljen magának - őket nem igazán ismerik a faluban, mert eddig elég rejtőzködő életet éltek. Gyurinak azt a tanácsot adja Bazsó, hogy írjon bakancslistát azokról a dolgokról, amiket még a gyerekek születése előtt meg akar tenni. Berkics felbukkan a faluban, és bár állítása szerint csak a holmijait hozta magával, úgy tűnik, rendesen ki akar pakolni.          |     |                  |                                             |                                                                                               |                      |           |
| 64. | 13. | Falunap          | Kapitány Iván, Lóth Balázs és Dyga Zsombor  | Kapitány-Diószegi Judit, Bereczki Viktor, Kapitány Iván, Búss Gábor Olivér és Bánszki Kristóf | 2021. május 8.       | 827 000   |
| Egy mobilvécét szállító teherautó érkezik a faluba, az állítólagos falunapra, amit addig sosem rendeztek meg, de Viki erről nem tud. Gyuri rájön, hogy a jogosítványhoz szükséges orvosi alkalmasságija lejárt. Zsoltot meglátogatja Csillag Tamás séf, a barátja. |     |                  |                                             |                                                                                               |                      |           |
| 65. | 14. | A parafenomén    | Kapitány Iván, Lóth Balázs és Dyga Zsombor  | Fabacsovics Lili, Öhm Zsuzsa, Kapitány Iván, Búss Gábor Olivér és Bánszki Kristóf             | 2021. május 15.      | 934 000   |
| Miután megállít egy fogót a mellkasán, Baki közli, hogy ő egy parafenomén, és ezt többen el is hiszik róla, Szifon kételkedése ellenére is. A faluba érkezik Csillag Tamás tévés séf, Zsolt barátja, az autóját pedig meg kell javítani. Bazsó arra bátorítja Répáékat, akik a kocsit javítják, hogy húzzák őt jól le. A séf összebarátkozik Tecával, a pap bosszúságára. Ezalatt Laci tévedésből azt hiszi, hogy Viki szerelmes belé.          |     |                  |                                             |                                                                                               |                      |           |
| 66. | 15. | A randevú        | Kapitány Iván és Lóth Balázs                | Sólyom Tamás, Kapitány Iván, Búss Gábor Olivér és Bánszki Kristóf                             | 2021. május 22.      | 917 000   |
| Erika hazatér a kórházból, és rögtön azon kezd el gondolkozni, hogy mi legyen a gyerekeik neve. Bazsóhoz váratlanul megérkezik a pártfogó felügyelője, ő pedig igyekszik minél jobb színben feltüntetni magát. Füleki titkos randevúra készül. |     |                  |                                             |                                                                                               |                      |           |
| 67. | 16. | A szarvasgomba   | Kapitány Iván, Lóth Balázs és Kovács István | Inotay Ákos, S. Gévai Júlia, Kapitány Iván, Búss Gábor Olivér és Bánszki Kristóf              | 2021. május 29.      | 868 000   |
| Kirgizek érkeznek a faluba, ami nagy kavarodást okoz, mert senki nem tudja jövetelük okát. Füleki tévedésből azt hiszi, hogy tele vannak pénzzel és üzleti lehetőségekkel érkeztek, ezért igyekszik a kedvükben járni. Miközben Erika és Gyuri azon gondolkoznak, hogy ki legyen a gyerekeik keresztapja, Baki és Szifon szarvasgombát keresnek Bazsó segítségével, hogy gyorsan meggazdagodjanak.                                              |     |                  |                                             |                                                                                               |                      |           |
| 68. | 17. | A fülhallgató    | Kapitány Iván és Lóth Balázs                | Fabacsovics Lili, Lóth Balázs, Kapitány Iván, Búss Gábor Olivér és Bánszki Kristóf            | 2021. június 5.      | 828 000   |
| Bakit és Szifont közmunkás-továbbképzésre küldik, nem tudván, hogy igazából vizsgázniuk is kell. Mikor rádöbbennek erre, különféle módszerekkel próbálkoznak, hogy átmenjenek. Eközben a pap egy világrekord-kísérletre készül, és éjjel-nappali misét rendez. Erika teljesen kiakad, mert Gyuri még nem vette el feleségül, pedig közeledik a szülés időpontja.                                                                                |     |                  |                                             |                                                                                               |                      |           |
| 69. | 18. | A barátnő        | Kapitány Iván és Lóth Balázs                | Fabacsovics Lili, Lóth Balázs, Kapitány Iván, Búss Gábor Olivér és Bánszki Kristóf            | 2021. június 12.     | 820 000   |
| Egy kedves ismerős tér vissza Pajkaszegre, aki bearanyozza Laci napját és az őrületbe kergeti Vikit. Nelli számára újabb kihívásokat okoz, hogy Vikivel kell lakniuk. Erika tervei veszélybe kerülnek, miközben még mindig zajlik a nagy rekord-kísérlet. |     |                  |                                             |                                                                                               |                      |           |

### Különkiadás (2021)
A mi kis falunk – másképp egy 40 perces werkfilm és bakiparádé, melyben a színészek mesélnek a forgatás legviccesebb pillanatairól és egyéb kulisszatitkokról. 
| #  | Cím                       | Rendező       | Író               | Premier              | Nézettség |
| -- | ------------------------- | ------------- | ----------------- | -------------------- | --------- |
| 1. | A mi kis falunk – másképp | Kapitány Iván | Búss Gábor Olivér | 2021. szeptember 11. | 535 000   |

### 6. évad (2021–2022)
Az RTL Klub 2021 áprilisában bejelentette, hogy megkezdődött a sorozat 6. évadának forgatása. A évad első két epizódja 2021. szeptember 4-én debütált a csatornán. Az évadot 6 rész után ismét szüneteltették, a további részeket 2022. március 19-től mutatták be.
| Sor. | Év. | Cím                | Rendező                                     | Író                                                                     | Premier              | Nézettség |
| --- | --- | ------------------ | ------------------------------------------- | ----------------------------------------------------------------------- | -------------------- | --------- |
| 70. | 1.  | A tolókocsi        | Kapitány Iván és Dyga Zsombor               | S. Gévai Júlia, Kapitány Iván, Búss Gábor Olivér és Bánszki Kristóf     | 2021. szeptember 4.  | 740 000   |
| Teca visszautasíthatalan ajánlatot kap Csillag Tamástól, ami féltékennyé teszi a papot is. Répa Sándor eltűnik a faluból egy rejtélyes tolókocsival együtt, Stoki pedig emberrablás miatt kezd el nyomozni. Erika és Gyuri az esküvőt tervezik. |     |                    |                                             |                                                                         |                      |           |
| 71. | 2.  | A lopás            | Kapitány Iván és Lóth Balázs                | Soós András, Kapitány Iván, Búss Gábor Olivér és Bánszki Kristóf        | 2021. szeptember 4.  | 735 000   |
| Pajkaszegre téved egy biciklis, akinek eltűnik a méregdrága kerékpárja. A pap depressziós lesz, emiatt a püspöknek kell őt helyettesíteni. Nelli úgy dönt, bemutatja Zsoltot az apjának. |     |                    |                                             |                                                                         |                      |           |
| 72. | 3.  | Pajkaszegi űrhajos | Kapitány Iván és Lóth Balázs                | Buzás Mihály, Kapitány Iván, Búss Gábor Olivér és Bánszki Kristóf       | 2021. szeptember 11. | 675 000   |
| Gyurinak és Erikának ikrei születtek, akik hazajönnek a kórházból, de velük együtt Erika szülei is. A közmunkások egy űrhajósprogramot valósítanak meg a faluban. |     |                    |                                             |                                                                         |                      |           |
| 73. | 4.  | A papírcsákó       | Kapitány Iván és Lóth Balázs                | Buzás Mihály, Kapitány Iván, Búss Gábor Olivér és Bánszki Kristóf       | 2021. szeptember 18. | 677 000   |
| Szifonék konkurenciát kapnak Répáék személyében: veszélyben a közmunkáshierarchiában betöltött vezető szerepük. Stokit meggyőzi Pali bácsi, hogy Sváb holttesteket rejteget a házában, ráadásul egyre több gyanús jel utal ugyanerre. A pap és Teca a városba mennek, hogy együtt töltsenek egy délutánt és kibeszéljék érzéseiket.                                  |     |                    |                                             |                                                                         |                      |           |
| 74. | 5.  | Fő az egészség!    | Kapitány Iván, Lóth Balázs és Kovács István | Soós András, Kapitány Iván, Búss Gábor Olivér és Bánszki Kristóf        | 2021. szeptember 25. | 732 000   |
| Károly és Janó edzőterembe mennek, Szifon és Baki viszont amiatt bosszankodnak, hogy nem tudnak bejutni a kocsmába. Gyuri autója túl kicsi a két gyereknek, ezért Erika ráparancsol, hogy adja el. Az új tulajdonosok végül Répáék lesznek. |     |                    |                                             |                                                                         |                      |           |
| 75. | 6.  | Rezső-utalvány     | Kapitány Iván és Lóth Balázs                | Soós András, Kapitány Iván, Búss Gábor Olivér és Bánszki Kristóf        | 2021. október 2.     | 798 000   |
| Gyuriék nem férnek el a házban Erika szüleivel, ezért sürgősen megoldást kell találniuk. Saci visszatér a faluba és rögtön felforrósodik a hangulat, amikor együtt kezdenek ebédet főzni. |     |                    |                                             |                                                                         |                      |           |
| 76. | 7.  | A tejmelegítő      | Kapitány Iván, Lóth Balázs és Madarász Isti | Soós András, Kapitány Iván, Búss Gábor Olivér és Bánszki Kristóf        | 2022. március 19.    | 808 000   |
| Sacit kitették az albérletéből, ezért vissza kell költöznie a faluba, de sehova nem tud menni. Laci ajánlkozik, hogy hozzá költözhet, de ezt titkolja még az anyja előtt is. Erika szülei visszajönnek a házba, mint kiderül, szexuális életet élni, szintén titokban. Répa Árpádnak papírja van arról, hogy meghalt, amelyet segélyigénylésre akarnak felhasználni. |     |                    |                                             |                                                                         |                      |           |
| 77. | 8.  | A rulettasztal     | Kapitány Iván, Lóth Balázs és Madarász Isti | Kovács M. András, Kapitány Iván, Búss Gábor Olivér és Bánszki Kristóf   | 2022. március 26.    | 655 000   |
| Laci továbbra is a szobájában rejtegeti Sacit, egyre nehezebben kerülve a lebukást. Piroska panaszt tesz a polgármesteri hivatali ügyintézés miatt Vikinek. Sváb és Bazsó illegális kaszinót nyitnak Sváb fészerében. |     |                    |                                             |                                                                         |                      |           |
| 78. | 9.  | A szuperragasztó   | Kapitány Iván, Lóth Balázs és Madarász Isti | Dankó Csaba, Kapitány Iván, Búss Gábor Olivér és Bánszki Kristóf        | 2022. április 2.     | 629 000   |
| Kati születésnapján 3 vendég is megjelenik: Berkics, Sümegi, a pajkaréti polgármester és Janó. Anikó rajtakapja az anyját a kocsmában szex közben, ezért úgy véli, hogy megcsalja az apját, nem tudva, hogy valójában Levente volt az illető. Répáék elvisznek Svábtól egy benzineskannát, amire azonban ragasztó van kenve, és emiatt hozzáragad Sanyi kezéhez.     |     |                    |                                             |                                                                         |                      |           |
| 79. | 10. | Az egyenruha       | Kapitány Iván, Lóth Balázs és Madarász Isti | Sólyom Tamás, Kapitány Iván, Búss Gábor Olivér és Bánszki Kristóf       | 2022. április 9.     | 642 000   |
| Zsoltéknak összedől a házuk, ezért Viki minél jobban gyakorol nyomást a polgármesteren hogy az önkormányzat fizesse az új ház bérlését. Levente féltékeny Évára, így először ő maga próbálja megfigyelni őt, majd másokat is bevon az akcióba. Stoki egy szál alsógatyában ébred másnaposan, Dóri kukájához bilincselve.                                             |     |                    |                                             |                                                                         |                      |           |
| 80. | 11. | DNS                | Kapitány Iván és Madarász Isti              | S. Gévai Júlia, Kapitány Iván, Búss Gábor Olivér és Bánszki Kristóf     | 2022. április 16.    | 563 000   |
| Pajkaszegre járási ellenőr érkezik, ezért a polgármester kénytelen Viki és a falusiak segítségét kérni, akik azonban szolgáltatásaikért cserébe kérésekkel állnak elő. Zömbikné szemet vet egy férfira, és vágyainak egyértelműen hangot ad. Baki egyre jobban próbálja rábeszélni Szifont arra, hogy Nelli az ő lánya lehet.                                        |     |                    |                                             |                                                                         |                      |           |
| 81. | 12. | A masszázs         | Kapitány Iván, Lóth Balázs és Madarász Isti | Búss Gábor Olivér, Bánszki Kristóf, Kapitány Iván és Püski-Kovács Anikó | 2022. április 23.    | 690 000   |
| Károly a laboreredményére vár, eközben új háziorvos érkezik a faluba. Szifon és Baki összevesznek és nem hajlandóak együtt dolgozni. |     |                    |                                             |                                                                         |                      |           |
| 82. | 13. | A sütemény         | Kapitány Iván, Lóth Balázs és Madarász Isti | Búss Gábor Olivér, Bánszki Kristóf, Kapitány Iván és Fabacsovics Lili   | 2022. április 30.    | 598 000   |
| Miközben a falusiak megismerkednek az új háziorvossal, Katinak kezd elege lenni abból, hogy Saci náluk lakik. Károly egy emailt kap egy nigériai hercegtől, aki tőle kér segítséget. |     |                    |                                             |                                                                         |                      |           |
| 83. | 14. | A sittes           | Kapitány Iván és Lóth Balázs                | Buzás Mihály, Kapitány Iván, Búss Gábor Olivér és Bánszki Kristóf       | 2022. május 7.       | 598 000   |
| A polgármester nem tér haza másnap az osztálytalálkozójáról, ami pánikot kelt a polgármesteri hivatalban. Répáék ezermesternek állnak. Janó a doktornőt kéri meg, hogy segítsen neki megtanulni táncolni, amit Kati félreért. |     |                    |                                             |                                                                         |                      |           |
| 84. | 15. | Az alsógatya       | Kapitány Iván és Madarász Isti              | Búss Gábor Olivér, Bánszki Kristóf, Kapitány Iván és Soós András        | 2022. május 14.      | 598 000   |
| Az új háziorvosnőhöz, Zsófiához még mindig nem akarnak járni a betegek, ezért a nagybátyja, a püspök megmozgatja a kapcsolatait, hogy ez megváltozzon. Nemcsak Levente, de már Marcsi is gyanakodni kezd, hogy Szifon és Éva együtt vannak. Bazsónak segítenie kell Svábnak, mert nem lát semmit.                                                                    |     |                    |                                             |                                                                         |                      |           |
| 85. | 16. | Madárnézés         | Kapitány Iván és Lóth Balázs                | Búss Gábor Olivér, Bánszki Kristóf, Kapitány Iván és Püski-Kovács Anikó | 2022. május 21.      | 576 000   |
| Janó a távcsövével figyeli meg a falusiak mindennapjait és aktuális problémáikat. Közben fia álmatlanságtól szenved, és a doktornő segít neki rámutatni, hogy depressziós Teca miatt, és kell egy kis idő, míg ez elmúlik. Marcsi nyíltan megvádolja Szifont azzal, hogy Évával csalja a kocsmában.                                                                  |     |                    |                                             |                                                                         |                      |           |
| 86. | 17. | A hibajavító       | Kapitány Iván, Lóth Balázs és Madarász Isti | Búss Gábor Olivér, Bánszki Kristóf, Fabacsovics Lili és Kapitány Iván   | 2022. május 28.      | 598 000   |
| Saci és Laci kapcsolatának újabb kihívással kell megküzdenie, amiben egy harmadik személynek is fontos szerepe van. Jano váratlan vendéget fogad ebédre, aminek a fia nem örül maradéktalanul. Évát kérdőre vonja Levente, azonban kiderül, hogy Éva mégsem csalta meg őt.                                                                                           |     |                    |                                             |                                                                         |                      |           |
| 87. | 18. | Az alma            | Kapitány Iván, Lóth Balázs és Madarász Isti | Búss Gábor Olivér, Bánszki Kristóf, S. Gévai Júlia és Kapitány Iván     | 2022. június 4.      | 550 000   |
| Svábhoz váratlan látogató érkezik, akire felfigyel Bazsó is, a vonzalom pedig úgy tűnik, kölcsönös. A korábbi önkormányzati ellenőrzés miatt a kollégák végzettségét papírokkal kell igazolni, ezért Lacinak sürgősen diplomát kell szereznie. A közmunkások ellopták a pajkaréti birkanyájat így konfliktus alakul ki köztük és a nyáj pásztora között.             |     |                    |                                             |                                                                         |                      |           |
| 88. | 19. | A veteményes       | Kapitány Iván és Lóth Balázs                | Búss Gábor Olivér, Buzás Mihály, Bánszki Kristóf és Kapitány Iván       | 2022. június 11.     | 513 000   |
| Titokzatos módon az egekbe szökik a bűncselekmények száma Pajkaszegen, ám csak papíron. Bazsó kész önzetlenül segíteni a bajba jutott közmunkásokon, mert eltűntek a munkaeszközeik. Levente pedig megtudja az igazságot Zsoltról és Vikiről. |     |                    |                                             |                                                                         |                      |           |
| 89. | 20. | A vetélkedő        | Kapitány Iván, Lóth Balázs és Madarász Isti | Búss Gábor Olivér, Bánszki Kristóf, Dankó Csaba és Kapitány Iván        | 2022. június 18.     | 520 000   |
| Sanyinak beleragad a szájába egy szájharmónika, amikor Zsoltnál szerelnek. Nelli tévés vetélkedésének drukkol a kocsma közönsége, viszont arra senki sem volt felkészülve, hogy Nellinek egy parasztos tájszólással kell játszania. Az Orvosnő beköltözik Janóékhoz, viszont mindent, szó szerint mindent kiad magából, amikor elkezd inni a pappal.                 |     |                    |                                             |                                                                         |                      |           |

### 7. évad (2022–2023)
A hetedik évadot 2022. november 26-án mutatta be az RTL. Öt rész után szünetre vonult, a további részeket 2023. március 18-tól vetítették.
| Sor. | Év. | Cím                    | Rendező                                                        | Író                                                                             | Premier            | Nézettség |
| --- | --- | ---------------------- | -------------------------------------------------------------- | ------------------------------------------------------------------------------- | ------------------ | --------- |
| 90. | 1.  | A csocsóasztal         | Kapitány Iván, Lóth Balázs és Madarász Isti                    | Búss Gábor Olivér, Bánszki Kristóf, Kapitány Iván és Soós András                | 2022. november 26. | 594 000   |
| A polgármesternek annyira fáj a dereka, hogy meg se tud mozdulni: a Répa testvérekre hárul a feladat, hogy kórházba vigyék. Bazsó és Sváb kerékcserélő-vállalkozásba kezdenek. Szifon és Baki elhatározzák, hogy csocsóasztalt szereznek a kocsmába. Anikó kölcsönkéri Zsolttól a házukat egy titkos légyottra, ám Levente félreérti, hogy kik lehetnek odabent.                                  |     |                        |                                                                |                                                                                 |                    |           |
| 91. | 2.  | A tabletta             | Kapitány Iván, Lóth Balázs és Madarász Isti                    | Búss Gábor Olivér, Bánszki Kristóf, Kapitány Iván és Buzás Mihály               | 2022. december 3.  | 649 000   |
| Laci és Saci önfeledt együttléte során intim baleset történik, amit Laci még képes meg is fejelni, így hát versenyfutás kezdődik az idővel. Közben Károlyt a doktornő javaslatára szigorú diétára fogják, ami alól mindenféle módon igyekszik kibújni, de Kati résen van. Bazsót pedig ugyanaznap látogatja meg volt zárkatársa és a nevelőtisztje, amiből adódik némi bonyodalom.                |     |                        |                                                                |                                                                                 |                    |           |
| 92. | 3.  | A szintetizátor        | Kapitány Iván, Lóth Balázs és Madarász Isti                    | Búss Gábor Olivér, Bánszki Kristóf, Kapitány Iván és Svraka-Gévai Júlia         | 2022. december 10. | 627 000   |
| Pajkaszegre látogatóba érkezik a Püspök, mivel azonban a doktornő épp nem ér rá, az egyházmegye főpásztorát a falubeliek kénytelenek szórakoztatni. Mindeközben ismeretlen thai lány érkezik a településre, akit "Laki" rendelt házhoz, állítólag masszázs céljából. Sulyok úgy érzi, az évtized üzletét kötötte, mikor áron alul szerzett meg egy jó minőségű szintetizátort.                    |     |                        |                                                                |                                                                                 |                    |           |
| 93. | 4.  | A levél                | Kapitány Iván, Lóth Balázs és Madarász Isti                    | Búss Gábor Olivér, Bánszki Kristóf, Kapitány Iván és Buzás Mihály               | 2022. december 17. | 635 000   |
| Laci egy szerelmes levelet talál az utcán, amiről azonnal megindulnak a találgatások. Nelli rendel egy asztalt Zsoltnak, de a kiszállításba hiba csúszik. Mindeközben a polgármestert hatalmába keríti egy összeesküvés-elmélet, miszerint a doktornő el akarja mozdítani őt a falu éléről, hogy beülhessen a székébe.                                                                            |     |                        |                                                                |                                                                                 |                    |           |
| 94. | 5.  | Karácsony              | Kapitány Iván, Lóth Balázs és Nagy Viktor Oszkár               | Búss Gábor Olivér, Kapitány-Diószegi Judit és Kapitány Iván                     | 2022. december 24. | 640 000   |
| Karácsony napján furcsán nagy a mozgolódás a faluban. Kati wellnessezni indul, így először hagyja magára otthon Lacit és Károlyt. Piroska próbálja lefoglalni magát, miután kiderül, hogy az unokái idén nem vele töltik az ünnepet. Bogi, Nelli családja, sőt még Erikáék is Pajkaszegen készülnek ünnepelni.                                                                                    |     |                        |                                                                |                                                                                 |                    |           |
| 95. | 6.  | A kunyhó               | Kapitány Iván                                                  | Búss Gábor Olivér, Bánszki Kristóf, Kapitány Iván és Sólyom Tamás               | 2023. március 18.  | 759 000   |
| Viki könyvklubot szervez a faluban, ami nem várt feszültségeket gerjeszt a meglepően nagyszámú résztvevők között. A közmunkások egy romos házban lomtalanítás közben találnak egy játék hazugságvizsgálót, ami sok kérdést vet fel. Anikó úgy dönt, megpróbálja elcsábítani Lacit, ám nem nagy sikerrel.                                                                                          |     |                        |                                                                |                                                                                 |                    |           |
| 96. | 7.  | Az alkalmassági vizsga | Kapitány Iván, Holtai Gábor és Nagy Viktor Oszkár              | Búss Gábor Olivér, Kapitány-Diószegi Judit, Dankó Csaba és Kapitány Iván        | 2023. március 25.  | 749 000   |
| Pali bácsinak alkalmassági vizsgát kell tennie, egészségi állapota miatt, a falusiak pedig segíteni szeretnének neki ebben. Károly telefonja beázik, Répáék pedig kölcsönadják az autót Bazsónak. |     |                        |                                                                |                                                                                 |                    |           |
| 97. | 8.  | A tetűjárvány          | Kapitány Iván, Holtai Gábor és Nagy Viktor Oszkár              | Búss Gábor Olivér, Kapitány-Diószegi Judit, Fabacsovics Lili és Kapitány Iván   | 2023. április 1.   | 780 000   |
| Szifon úgy véli, hogy tetveket látott Marcsi hajában, ennek okán pedig elterjed a faluban a híre a járványnak. Laci meglátja egy fényképen Saci anyját, és megijed tőle, mert olyan nagydarab. Visszatér a faluba Gyuri, aki különféle barkácsmunkákat végez új vállalkozásával, és felfedezi egy kis füzetben, hogy vannak régi, behajtatlan adósságai.                                          |     |                        |                                                                |                                                                                 |                    |           |
| 98. | 9.  | Ki nevet a végén?      | Kapitány Iván, Holtai Gábor és Nagy Viktor Oszkár              | Búss Gábor Olivér, Kapitány-Diószegi Judit, Dankó Csaba és Kapitány Iván        | 2023. április 8.   | 599 000   |
| Néprajzosok érkeznek a faluba, akik szeretnének Répáékon genetikai vizsgálatot végezni, mert úgy vélik, hogy egy híres betyár leszármazottjai. Berkics titokban fedezetül akarja használni Katiék házát egy hitelfelvételhez. Nelli féltékenykedni kezd, mert Zsoltot meglátogatja egy barátja, akivel persze állandóan nevet Nellivel ellentétben.                                               |     |                        |                                                                |                                                                                 |                    |           |
| 99. | 10. | A fodrász              | Kapitány Iván, Holtai Gábor és Nagy Viktor Oszkár              | Búss Gábor Olivér, Kapitány-Diószegi Judit, Soós András és Kapitány Iván        | 2023. április 15.  | 685 000   |
| Piroskát cserben hagyja a fodrásza, és váratlan helyről kap segítséget: Svábtól, aki azt állítja, hogy tud hajat vágni. Saci attól fél, hogy Laci már nem találja őt elég vonzónak. Gyuri villanyt szerel a doktornőnél, és kihasználva az alkalmat, intim kérdésben kéri a szakvéleményét. |     |                        |                                                                |                                                                                 |                    |           |
| 100. | 11. | Viki távozik           | Kapitány Iván, Holtai Gábor, Lóth Balázs és Nagy Viktor Oszkár | Búss Gábor Olivér, Kapitány-Diószegi Judit, Svraka-Gévai Júlia és Kapitány Iván | 2023. április 22.  | 648 000   |
| Stoki depresszióba esik az egyhangú élete miatt, Tivadar pedig úgy dönt, zeneterápiával segít rajta. Annyira jól sikerül, hogy elhatározzák, együtt zenélnek. Szifon és Baki hírét veszik, hogy a balesetbiztosítás milyen jól fizet, ezért Szifon változatos módokon próbálja összetörni magát. Viki egy éves ösztöndíjat kap Londonban, ezért felmond a polgármesteri hivatalban.               |     |                        |                                                                |                                                                                 |                    |           |
| 101. | 12. | Az új kolléga          | Kapitány Iván és Nagy Viktor Oszkár                            | Búss Gábor Olivér, Kapitány-Diószegi Judit, Soós András és Kapitány Iván        | 2023. április 29.  | 563 000   |
| Nelli és Zsolt végre kettesben maradhatnának, ám ekkor megérkezik hozzájuk Ildikó, hogy a házban lakjon. Károlyt egy összekevert csomag keveri gyanúba. A Püspök meglátogatja az unokahúgát, ám úgy alakul, hogy kocsmázás és fogadás lesz a nap vége. |     |                        |                                                                |                                                                                 |                    |           |
| 102. | 13. | Pali, a megmentő       | Kapitány Iván, Lóth Balázs és Nagy Viktor Oszkár               | Búss Gábor Olivér, Kapitány-Diószegi Judit, Svraka-Gévai Júlia és Kapitány Iván | 2023. május 6.     | 684 000   |
| Stokinak gyanús lesz Zsoltban, hogy mennyire nem gyanús... pedig Zsolt csak romantikázna, de az sem könnyű. Bazsó az erdőben összefut Pali bácsival és ezzel elindul egy lavina. |     |                        |                                                                |                                                                                 |                    |           |
| 103. | 14. | A tűzijáték            | Kapitány Iván, Lóth Balázs és Holtai Gábor                     | Búss Gábor Olivér, Kapitány-Diószegi Judit, Kovács M. András és Kapitány Iván   | 2023. május 13.    | 631 000   |
| A doktornő eljuttat a püspöknek egy csomagot a kérésére, amiben azonban tévedésből benne van a pap által Dóriról készített portfólió, amit megpróbál visszaszerezni. Miután Laci véletlenül leszervez egy rendezvényt estére, amit felsőbb körökből is meglátogatnának, gyorsan szerezniük kell egy asszonykórust és tűzijátékot. Utóbbi Répáékra marad, míg Laciék az asszonykórust keresik.     |     |                        |                                                                |                                                                                 |                    |           |
| 104. | 15. | A kaméleon             | Kapitány Iván, Lóth Balázs és Nagy Viktor Oszkár               | Búss Gábor Olivér, Kapitány-Diószegi Judit, Soós András és Kapitány Iván        | 2023. május 20.    | 601 000   |
| Bazsót felkeresi régi ismerőse, Józsi, aki azt szeretné, hogy szolgáltasson neki alibit a pap, amikor majd jönnek a rendőrségtől kihallgatni. Ez később eszkalálódik és egyre többen keverednek bele. Nellit egyre jobban idegesíti, hogy Ildikó kacéran viselkedik Zsolt jelenlétében. Sulyok meg akar mutatni Stokinak egy elkobzott kaméleont, de az állat eltűnik.                            |     |                        |                                                                |                                                                                 |                    |           |
| 105. | 16. | A szabadulószoba       | Kapitány Iván, Lóth Balázs, Holtai Gábor és Nagy Viktor Oszkár | Búss Gábor Olivér, Kapitány-Diószegi Judit, Soós András és Kapitány Iván        | 2023. május 27.    | 544 000   |
| Kocogás közben a pap furcsa hangot hall az erdőben - mint kiderül, egy barlangász szorult be egy aknába, és csak a feje látszik ki. A falusi asszonyok egymással versengve próbálják ellátni, míg meg nem érkezik a segítség. Bazsó kitalálja, hogy Sváb fészeréből szabadulószobát kellene építeni, ahová Szifon elbújik Marcsi elől. A frissen elvált Kati és Janó kettesben töltik a délutánt. |     |                        |                                                                |                                                                                 |                    |           |
| 106. | 17. | A talált autó          | Kapitány Iván, Lóth Balázs és Nagy Viktor Oszkár               | Búss Gábor Olivér, Kapitány-Diószegi Judit és Kapitány Iván                     | 2023. június 3.    | 563 000   |
| Stoki utasításba kapja, hogy kerítse elő Pali bácsi eltűnt libáját. Piroska felháborodva meséli Zömbiknének, hogy utcai inzultus érte, Zömbikné irigysége azonban nem várt helyzeteket kavar. Gyuri autót talál a falu határában, reméli, hogy a becsületes megtaláló megtarthatja, vagyis ő. |     |                        |                                                                |                                                                                 |                    |           |
| 107. | 18. | Saci terhes            | Kapitány Iván, Lóth Balázs, Holtai Gábor és Nagy Viktor Oszkár | Búss Gábor Olivér, Kapitány-Diószegi Judit, Fabacsovics Lili és Kapitány Iván   | 2023. június 10.   | 618 000   |
| Baki kölcsönkér egy kutyát az állatorvostól, de hamar megbánja. A gyerekcsapat focimeccsre készül, de eléggé botrány-szagú lesz a sportesemény. Kati azt hiszi, Saci terhes, valójában azonban libákról van szó. |     |                        |                                                                |                                                                                 |                    |           |
| 108. | 19. | A lánykérés            | Kapitány Iván, Lóth Balázs és Holtai Gábor                     | Búss Gábor Olivér, Kapitány-Diószegi Judit, Buzás Mihály és Kapitány Iván       | 2023. június 17.   | 514 000   |
| Laci azt hiszi, hogy Saci terhes, és teljességgel rástresszel a dologra. Végül arra jut, hogy a leghelyesebb dolog, egy lánykérés. Bazsó meg akarja szervezni Mokri születésnapját, de az autója lerobban, Sváb pedig a segítségért cserébe szívességet kér. A doktornő és a pap színházba mennek, majd étterembe, ahol összefutnak a doktornő exférjével, ami felzaklatja őt.                    |     |                        |                                                                |                                                                                 |                    |           |

### 8. évad (2023–2024)
A nyolcadik évadot 2023. szeptember 16-án mutatta be az RTL. Öt rész után szünetre vonult. A további részeket 2024. január 1-től vetítették.
| Sor. | Év. | Cím                      | Rendező                                                                 | Író                                                                             | Premier              | Nézettség |
| --- | --- | ------------------------ | ----------------------------------------------------------------------- | ------------------------------------------------------------------------------- | -------------------- | --------- |
| 109. | 1.  | A nyugtató               | Kapitány Iván, Lóth Balázs, Holtai Gábor és Nagy Viktor Oszkár          | Búss Gábor Olivér, Kapitány-Diószegi Judit, Kapitány Iván és Marton Krisztián   | 2023. szeptember 16. | 514 000   |
| Baki véletlenül levizeli Szifont, eközben Anikó az ő és a saját jogaikért helyez kilátásba sztrájkot a hivatalban. Laci nem szívesen venne részt benne, aminek Károly örül a legjobban. Zömbikné azt feltételezi, hogy Bazsó valamilyen illegális dolgokat rejteget a pincéjében. Kati segédkezni akar Janónak, de véletlenül beleinjekciózik egy adag nyugtatót. |     |                          |                                                                         |                                                                                 |                      |           |
| 110. | 2.  | Sváb-land vs. Bazsó-land | Kapitány Iván, Lóth Balázs, Holtai Gábor és Nagy Viktor Oszkár          | Búss Gábor Olivér, Kapitány-Diószegi Judit és Kapitány Iván                     | 2023. szeptember 23. | 494 000   |
| Egy földmérést követően kiderül, hogy Bazsóék kerítését odébb kell vinni, Sváb rovására. Miután áramszünet van a kocsmában, Éva jósnőhöz megy, és a doktornő kíséri el, aki szkeptikus ebben a tudományban. Mikor Zsuzsa megtudja, hogy Laci eljegyezte Sacit, megpróbálja őt elcsábítani. |     |                          |                                                                         |                                                                                 |                      |           |
| 111. | 3.  | A testkamera             | Kapitány Iván, Lóth Balázs és Nagy Viktor Oszkár                        | Búss Gábor Olivér, Kapitány-Diószegi Judit, Buzás Mihály és Kapitány Iván       | 2023. szeptember 30. | 445 000   |
| Miután egy díjról olvas a polgármester, amit a legnőbarátabb munkahely részére adnak pénzjutalommal, elhatározza, hogy kedveskedni fog Anikónak, hogy legközelebb a hivatal nyerhessen - ő azonban szexuális zaklatásként érzékeli ezt. Stokinak és Sulyoknak elege lesz abból, hogy nem veszik őket komolyan az igazoltatásoknál, ezért testkamerát készítenek a szolgálati telefonjukból. A doktornő az exférjét várja egy szerződés miatt, de helyette a saját húga érkezik. |     |                          |                                                                         |                                                                                 |                      |           |
| 112. | 4.  | A kalandtúra             | Kapitány Iván, Lóth Balázs, Holtai Gábor és Nagy Viktor Oszkár          | Búss Gábor Olivér, Kapitány-Diószegi Judit, Soós András és Kapitány Iván        | 2023. október 7.     | 547 000   |
| Zsolt talál egy levelet Ildikó szobájában, amiről azt hiszi, hogy búcsúlevél, ezért elkezdi kerestetni őt, hogy megakadályozza az öngyilkosságát. A pajkaszegi kocsmája után Leventének több pénzt kellene fizetnie a falunak, amit ő nem akar, és kitör a háborúskodás a polgármesterrel. Mokri hátfájása miatt Bazsó ráveszi Gyurit, hogy induljanak egy kalandtúra-versenyen, amelynek a fődíja egy masszázsfotel.                                                           |     |                          |                                                                         |                                                                                 |                      |           |
| 113. | 5.  | A gyűrű                  | Kapitány Iván, Lóth Balázs és Nagy Viktor Oszkár                        | Búss Gábor Olivér, Kapitány-Diószegi Judit, Buzás Mihály és Kapitány Iván       | 2023. október 14.    | 467 000   |
| Zsolt kedvezményesen vehet ékszert Nellinek és Károlynak is születésnapja van. Az Orvosnő rosszul viseli az egyedüllétet, de a falulakók között akad jelentkező, aki ezen szívesen enyhítene. Anikó megbízza Bakit és Szifont, hogy végezzenek el pár felújítási munkálatot a hivatalban. |     |                          |                                                                         |                                                                                 |                      |           |
| 114. | 6.  | Szilveszter              | Kapitány Iván, Lóth Balázs és Madarász Isti                             | Búss Gábor Olivér, Kapitány-Diószegi Judit és Kapitány Iván                     | 2024. január 1.      | 681 000   |
| Az évnek vége Pajkaszegen, de a kalandoknak soha! Egy szilveszter, amikor minden másképp alakul, ahogy tervezték. Van, aki menni akar, de marad, és van, aki nem hitte volna, de itt köt ki. A káoszból végül óriási buli lesz és olyan parti kerekedik a kultúrházban, amilyet még nem látott ez a falu. |     |                          |                                                                         |                                                                                 |                      |           |
| 115. | 7.  | Gerilla nászút           | Kapitány Iván és Lóth Balázs                                            | Búss Gábor Olivér, Kapitány-Diószegi Judit, Buzás Mihály és Kapitány Iván       | 2024. január 6.      | 748 000   |
| Zsolt közös utazásra indul Nellivel és a családjával, ami számára roppant kényelmetlen élményeket jelent. Éva távollétében Kati viszi a kocsmát. Pali bácsi azt hiszi, hogy Piroska odavan érte, és ezért meg akarja kérni a kezét. Árpádnak a felesége unszolására meg kell szabadulnia Sanyitól, ő viszont azt mondja neki, hogy csak egy hétre kell távol maradnia. |     |                          |                                                                         |                                                                                 |                      |           |
| 116. | 8.  | Bazsó, a színész         | Kapitány Iván, Lóth Balázs és Madarász Isti                             | Búss Gábor Olivér, Kapitány-Diószegi Judit, Buzás Mihály és Kapitány Iván       | 2024. január 13.     | 669 000   |
| Edit úgy dönt, hogy takarítást vállal, "extrákkal", ami alatt ő a jó munkát érti, a potenciális kuncsaftja azonban a szexuális szolgáltatást. Sulyok hangja egy kis baleset miatt magas lesz és úgy is marad, Stoki próbál segíteni bajbajutott barátján. Anikó barátnői a faluba érkeznek, hogy megismerjék az állítólagos pasiját, akinek a szerepét Bazsó játssza el. |     |                          |                                                                         |                                                                                 |                      |           |
| 117. | 9.  | A túlélő                 | Kapitány Iván, Lóth Balázs és Madarász Isti                             | Búss Gábor Olivér, Kapitány-Diószegi Judit, Fabacsovics Lili és Kapitány Iván   | 2024. január 20.     | 674 000   |
| A falu közmunkásai talán örökre eltűnnek Pajkaszegről? Segíthet ezen egy zsarolás? Az orvosnő egy kutatásba kezd, ami különös titkokat fed fel a helyi lakosokról, és a környéken felbukkan egy alak, aki igazi vademberként viselkedik. |     |                          |                                                                         |                                                                                 |                      |           |
| 118. | 10. | Marcsi elköltözött       | Kapitány Iván, Lóth Balázs és Madarász Isti                             | Búss Gábor Olivér, Kapitány-Diószegi Judit és Kapitány Iván                     | 2024. január 27.     | 655 000   |
| Pajkaszegen sorozatos lopások borzolják a kedélyeket, a doktor idegeit pedig az, hogy úgy tűnik, rajtakapta valamin a polgármestert. Sulyok élete zsákutcába kerül, Gyuri és a postásnő együtt próbálják az életét megmenteni. |     |                          |                                                                         |                                                                                 |                      |           |
| 119. | 11. | Stoki a fővárosban       | Kapitány Iván és Lóth Balázs                                            | Búss Gábor Olivér, Kapitány-Diószegi Judit, Svraka-Gévai Júlia és Kapitány Iván | 2024. február 3.     | 668 000   |
| 120. | 12. | Berkics házasodna        | Kapitány Iván, Lóth Balázs, Madarász Isti, Holtai Gábor és Szabó Szonja | Búss Gábor Olivér, Kapitány-Diószegi Judit, Soós András és Kapitány Iván        | 2024. február 10.    | 636 000   |
| 121. | 13. | A fogadás                | Kapitány Iván, Lóth Balázs, Madarász Isti és Holtai Gábor               | Búss Gábor Olivér, Kapitány-Diószegi Judit, Soós András és Kapitány Iván        | 2024. február 17.    | 659 000   |
| 122. | 14. | A csodamatrac            | Kapitány Iván, Lóth Balázs és Madarász Isti                             | Búss Gábor Olivér, Kapitány-Diószegi Judit, Buzás Mihály és Kapitány Iván       | 2024. február 24.    | 678 000   |
| 123. | 15. | Rapidrandi               | Kapitány Iván, Lóth Balázs, Madarász Isti és Zsemberi Zsófia            | Búss Gábor Olivér, Kapitány-Diószegi Judit, Pálfi Kata és Kapitány Iván         | 2024. március 2.     | 693 000   |
| 124. | 16. | Berkics esküvője         | Kapitány Iván, Lóth Balázs és Madarász Isti                             | Búss Gábor Olivér, Kapitány-Diószegi Judit, Soós András és Kapitány Iván        | 2024. március 9.     | 717 000   |
| 125. | 17. | Bazsó dolgozik           | Kapitány Iván, Lóth Balázs és Zsemberi Zsófia                           | Búss Gábor Olivér, Kapitány-Diószegi Judit, Buzás Mihály és Kapitány Iván       | 2024. március 16.    | 716 000   |
| 126. | 18. | Rémes négyes             | Kapitány Iván, Lóth Balázs és Madarász Isti                             | Búss Gábor Olivér, Kapitány-Diószegi Judit, Szurdi Panni és Kapitány Iván       | 2024. március 23.    | 719 000   |
| 127. | 19. | Sztriptíz                | Kapitány Iván, Lóth Balázs és Madarász Isti                             | Búss Gábor Olivér, Kapitány-Diószegi Judit és Kapitány Iván                     | 2024. március 30.    | 638 000   |

### 9. évad (2024–2025)
A kilencedik évadot 2024. december 14-én mutatta be az RTL.
| Sor. | Év. | Cím                    | Rendező                                                                   | Író                                                                           | Premier            | Nézettség |
| --- | --- | ---------------------- | ------------------------------------------------------------------------- | ----------------------------------------------------------------------------- | ------------------ | --------- |
| 128. | 1.  | Összeköltözés          | Kapitány Iván, Madarász Isti és Szabó Szonja                              | Búss Gábor Olivér, Kapitány-Diószegi Judit és Kapitány Iván                   | 2024. december 14. | 501 000   |
| 129. | 2.  | Az ügynök              | Kapitány Iván, Lóth Balázs, Madarász Isti és Szabó Szonja                 | Búss Gábor Olivér, Kapitány-Diószegi Judit, Soós András és Kapitány Iván      | 2024. december 21. | 555 000   |
| 130. | 3.  | A csalódás             | Kapitány Iván, Lóth Balázs és Madarász Isti                               | Búss Gábor Olivér, Kapitány-Diószegi Judit, Buzás Mihály és Kapitány Iván     | 2024. december 28. | 580 000   |
| 131. | 4.  | A helyettes            | Kapitány Iván, Lóth Balázs és Madarász Isti                               | Búss Gábor Olivér, Kapitány-Diószegi Judit, Buzás Mihály és Kapitány Iván     | 2025. január 4.    | 656 000   |
| 132. | 5.  | Ház eladó              | Kapitány Iván, Lóth Balázs és Zsemberi Zsófia                             | Búss Gábor Olivér, Kapitány-Diószegi Judit, Soós András és Kapitány Iván      | 2025. január 11.   | 652 000   |
| 133. | 6.  | Az ördög Pajkaszegen   | Kapitány Iván, Lóth Balázs és Madarász Isti                               | Búss Gábor Olivér, Kapitány-Diószegi Judit, Soós András és Kapitány Iván      | 2025. január 18.   | 756 000   |
| 134. | 7.  | A túszdráma            | Kapitány Iván, Lóth Balázs és Madarász Isti                               | Búss Gábor Olivér, Kapitány-Diószegi Judit, Cseh Judit és Kapitány Iván       | 2025. január 25.   | 667 000   |
| 135. | 8.  | A beszállító           | Kapitány Iván és Lóth Balázs                                              | Búss Gábor Olivér, Kapitány-Diószegi Judit, Pálfi Kata és Kapitány Iván       | 2025. február 1.   | 587 000   |
| 136. | 9.  | Polgármester közmunkán | Kapitány Iván, Lóth Balázs és Madarász Isti                               | Búss Gábor Olivér, Kapitány-Diószegi Judit, Soós András és Kapitány Iván      | 2025. február 8.   | 670 000   |
| 137. | 10. | A születésnap          | Kapitány Iván, Lóth Balázs és Madarász Isti                               | Búss Gábor Olivér, Kapitány-Diószegi Judit, Soós András és Kapitány Iván      | 2025. február 15.  | 647 000   |
| Új bútorok érkeznek a polgármesteri hivatalba, aminek mindenki örül - csakhogy a szállítmány nyilvánvalóan tévedésből jött. Miközben a doktornőnek szerveznek születésnapi bulit, Bazsó jóvoltából oda nem illő dekorációval és meglepetésvendéggel, váratlanul újra felbukkan a faluban Viki, akinek lefújták az esküvőjét. |     |                        |                                                                           |                                                                               |                    |           |
| 138. | 11. | Akadálypálya           | Kapitány Iván, Lóth Balázs és Madarász Isti                               | Búss Gábor Olivér, Kapitány-Diószegi Judit, Pálfi Kata és Kapitány Iván       | 2025. február 22.  | 649 000   |
| Nyugdíjasrobogókat kap a falu, de hogy ki használhatja majd őket, azt kicsit sem könnyű eldönteni. Pali mindeközben felvilágosítaná Sacit, Sulyok és Stoki pedig bemutatót tartanak, de egyikük teljesen alkalmatlan a feladatra.                                                                                            |     |                        |                                                                           |                                                                               |                    |           |
| 139. | 12. | Falumúzeum             | Kapitány Iván, Lóth Balázs és Madarász Isti                               | Búss Gábor Olivér, Kapitány-Diószegi Judit és Kapitány Iván                   | 2025. március 1.   | 662 000   |
| Egy delegáció érkezése miatt Pajkaszeg valamennyi lakójának meg kell játszania, hogy egyfajta falumúzeumként működnek, ahol még őrzik a hagyományokat. |     |                        |                                                                           |                                                                               |                    |           |
| 140. | 13. | Fogadóóra              | Kapitány Iván, Lóth Balázs és Madarász Isti                               | Búss Gábor Olivér, Kapitány-Diószegi Judit, Buzás Mihály és Kapitány Iván     | 2025. március 8.   | 522 000   |
| Egy lakossági bejelentés miatt Füleki kénytelen ismét fogadónapot tartani, amin ő nem akar részt venni. Gyuri visszatér a faluba, de láthatóan kialvatlan, és így nem tud rendesen dolgozni. Ildikó szerelmi légyottra megy egy szállodába egy inkognitóban lévő orvossal.                                                   |     |                        |                                                                           |                                                                               |                    |           |
| 141. | 14. | Csodatévő Sanyi        | Kapitány Iván, Lóth Balázs és Madarász Isti                               | Búss Gábor Olivér, Kapitány-Diószegi Judit, Buzás Mihály és Kapitány Iván     | 2025. március 15.  | 583 000   |
| Sanyiról elterjed a faluban, hogy csodatevő képességei vannak. Zömbikné házát hatalmas pechjére éppen hétvégén árasztja el a bűz. Zsolt egy fantasztikus napot tervez együtt Nellivel, aminek a végén meg akarja kérni a kezét, de sajnos semmi nem akar összejönni.                                                         |     |                        |                                                                           |                                                                               |                    |           |
| 142. | 15. | A festmény             | Kapitány Iván, Lóth Balázs és Madarász Isti                               | Búss Gábor Olivér, Kapitány-Diószegi Judit, Soós András és Kapitány Iván      | 2025. március 22.  | 652 000   |
| A doktornő festményt szeretne készíteni, és ehhez keresi a tökéletes modellt, ami a pap személyében talál meg. Füleki hallása átmenetileg megromlik, pedig este randevúja lesz, ezért Janó, az állatorvos kíséri el, hogy súgjon neki. Edit aggódik, hogy megromlott a házassága Árpáddal.                                   |     |                        |                                                                           |                                                                               |                    |           |
| 143. | 16. | Az ágyrajáró           | Kapitány Iván, Lóth Balázs és Madarász Isti                               | Búss Gábor Olivér, Kapitány-Diószegi Judit, Cseh Judit és Kapitány Iván       | 2025. március 29.  | 642 000   |
| 144. | 17. | Fedettakció            | Kapitány Iván, Lóth Balázs és Madarász Isti                               | Búss Gábor Olivér, Kapitány-Diószegi Judit, Fabacsovics Lili és Kapitány Iván | 2025. április 5.   | 667 000   |
| 145. | 18. | A próba                | Búss Gábor Olivér, Kapitány-Diószegi Judit, Buzás Mihály és Kapitány Iván | Kapitány Iván és Madarász Isti                                                | 2025. április 12.  | 551 000   |
| 146. | 19. | A táncóra              | Kapitány Iván és Madarász Isti                                            | Búss Gábor Olivér, Kapitány-Diószegi Judit és Kapitány Iván                   | 2025. április 19.  | 539 000   |